# Ordinariat für die byzantinischen Gläubigen in Polen
Dem Ordinariat für die byzantinischen Gläubigen in Polen (lat.: Poloniae) mit Sitz in Warschau obliegt die bischöfliche Leitung und Jurisdiktion über alle katholischen Christen des byzantinischen Ritus in Polen, also für eingewanderte Angehörige der unierten byzantinischen Ostkirchen und deren Nachkommen.

## Geschichte
Das Ordinariat für die byzantinischen Gläubigen in Polen wurde 1981 durch Papst Johannes Paul II. als Ordinariat für die armenisch-katholischen und griechisch-katholischen Gläubigen in Polen errichtet. Am 16. Januar 1991 wurde das Ordinariat für die armenisch-katholischen und griechisch-katholischen Gläubigen in Polen in Ordinariat für die byzantinischen Gläubigen in Polen umbenannt.

## Ordinarien
- Józef Kardinal Glemp, 1981–2007
- Kazimierz Kardinal Nycz, 2007–2025
- Adrian Józef Galbas SAC, seit 2025